# Synagogi Lwowa

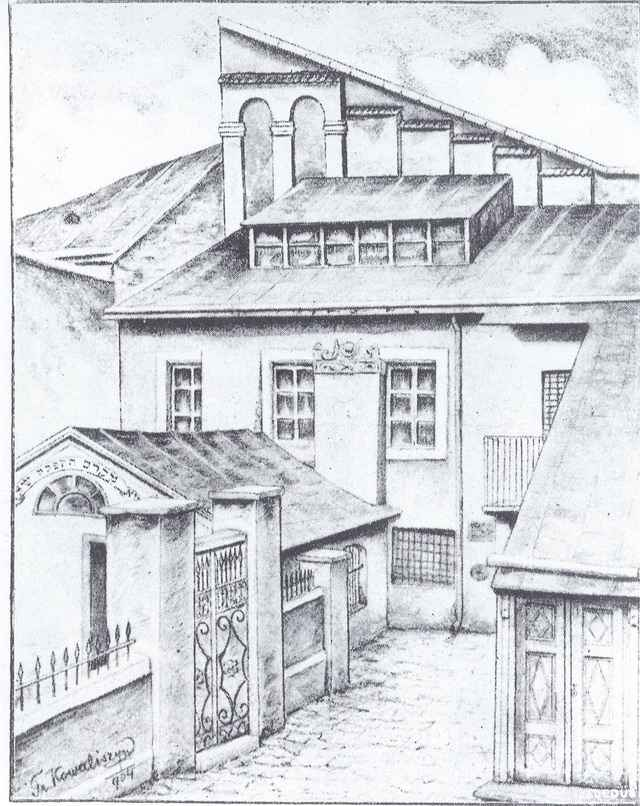
Synagoga Złotej Róży

We Lwowie przed II wojną światową funkcjonowało ponad 100 synagog i domów modlitwy. Obecnie w mieście funkcjonuje tylko jedna przedwojenna synagoga.
Czynne synagogi
- Synagoga Cori Gilod we Lwowie

Nieczynne bądź nieistniejące
- Najstarsza Synagoga we Lwowie
- Stara Synagoga we Lwowie
- Synagoga Złota Róża we Lwowie
- Wielka Synagoga Przedmiejska we Lwowie
- Wielka Synagoga Miejska we Lwowie
- Synagoga Tempel we Lwowie
- Synagoga Starocmentarna we Lwowie
- Synagoga Agudat Szloma we Lwowie
- Synagoga Cmentarna we Lwowie
- Synagoga Gal-Ed we Lwowie
- Synagoga Kortisa we Lwowie
- Synagoga Kowea Itim le-Tora we Lwowie
- Synagoga Kulikower Klaus we Lwowie
- Synagoga Meleches Henoch we Lwowie
- Synagoga Ohel Jeszarim we Lwowie
- Synagoga Sprechera we Lwowie
- Synagoga Szomrej Szabat we Lwowie
- Synagoga Zichron Josef we Lwowie
- Synagoga na Zniesieniu we Lwowie
- Synagoga Ose Tow we Lwowie

- Synagoga Beit Chasidim we Lwowie
- Synagoga Or Szemesz we Lwowie (ul. Słoneczna 26)
- Synagoga Or Szemesz we Lwowie (ul. Miodowa 3)
- Synagoga Jakuba Glanzera we Lwowie
- Synagoga chasydów z Husiatyna we Lwowie
- Synagoga chasydów z Czortkowa we Lwowie
- Synagoga chasydów z Oleska we Lwowie
- Synagoga Menakrim we Lwowie
- Synagoga Zowche Cedek we Lwowie
- Synagoga Melamdim we Lwowie
- Synagoga Hajutim Hdalim we Lwowie
- Synagoga Cijerim we Lwowie
- Synagoga Szmuklerzy we Lwowie
- Synagoga Blacharzy we Lwowie
- Synagoga Chonein Dalim Hajutim Ktanim we Lwowie
- Synagoga Asira we Lwowie
- Synagoga Kahał Chasidim we Lwowie
- Synagoga Or Chadasz we Lwowie